# 1968年の航空
< 1968年
1967年の航空 - 1968年の航空 - 1969年の航空

## 航空に関する出来事
- 1月21日 - 4個の核弾頭を積んだ、アメリカの戦略爆撃機ボーイング B-52 ストラトフォートレスが、グリーンランドのチューレ米空軍基地付近の海氷上に墜落、核弾頭が破裂・飛散し、大規模な放射能汚染を引き起こした。（チューレ空軍基地米軍機墜落事故）
- 3月17日 - ゼネラルダイナミクス F-111が、ベトナム戦争で最初の作戦に使用された。
- 3月28日 - 宇宙飛行士、ユーリイ・ガガーリンがMiG-15の墜落事故で死亡した。
- 6月2日 - 福岡市の板付基地で夜間離着陸訓練中だった米空軍のF-4ファントム戦闘爆撃機が、九州大学に建設中の大型電算機センターに墜落。（「九州大学電算センターファントム墜落事故」）
- 6月30日 - 軍用輸送機、ロッキード C-5 ギャラクシーが初飛行した。
- 9月1日 - 日本が西ドイツから購入した、軟式飛行船キドカラーが日本国内での初飛行に成功した。
- 9月8日 - イギリスとフランスが共同開発したSEPECAT ジャギュアが初飛行した。

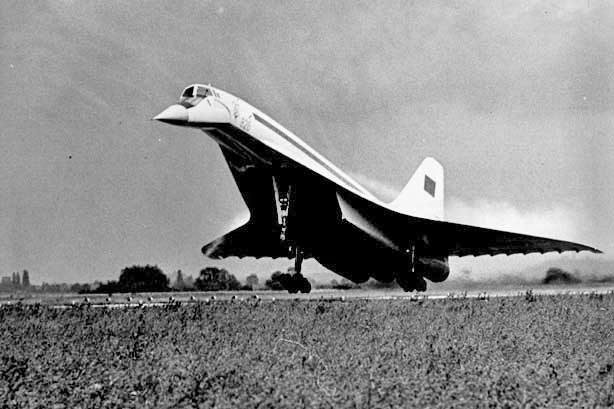
ツポレフ Tu-144

- 9月11日 - 地中海上空を飛行中の エールフランスの シュド・エスト カラベル3が火災を起こし、墜落し、乗員、乗客95名が死亡した。（「エールフランス1611便火災墜落事故」）
- 9月30日 - 最初のボーイング747がロールアウトし、報道機関に公開された。
- 10月11日〜22日 - アポロ計画、最初の有人飛行がアポロ7号で行われた。ウォルター・シラー、ドン・エイゼル、ウォルター・カニンガムが搭乗した。
- 10月26日〜30日 - ゲオルギ・ベレゴヴォイが搭乗したソユーズ3号が宇宙飛行した。
- 11月4日 - チェコの練習機、アエロ L39 アルバトロスが初飛行した。
- 12月21日〜27日 - フランク・ボーマン、ジム・ラヴェル、ウィリアム・アンダースが搭乗したアポロ8号が初めて月の有人周回飛行に成功した。
- 12月31日 - ソ連のジュコフスキーで、超音速旅客機ツポレフ Tu-144が初飛行。

## 1968年に初飛行した機体の画像

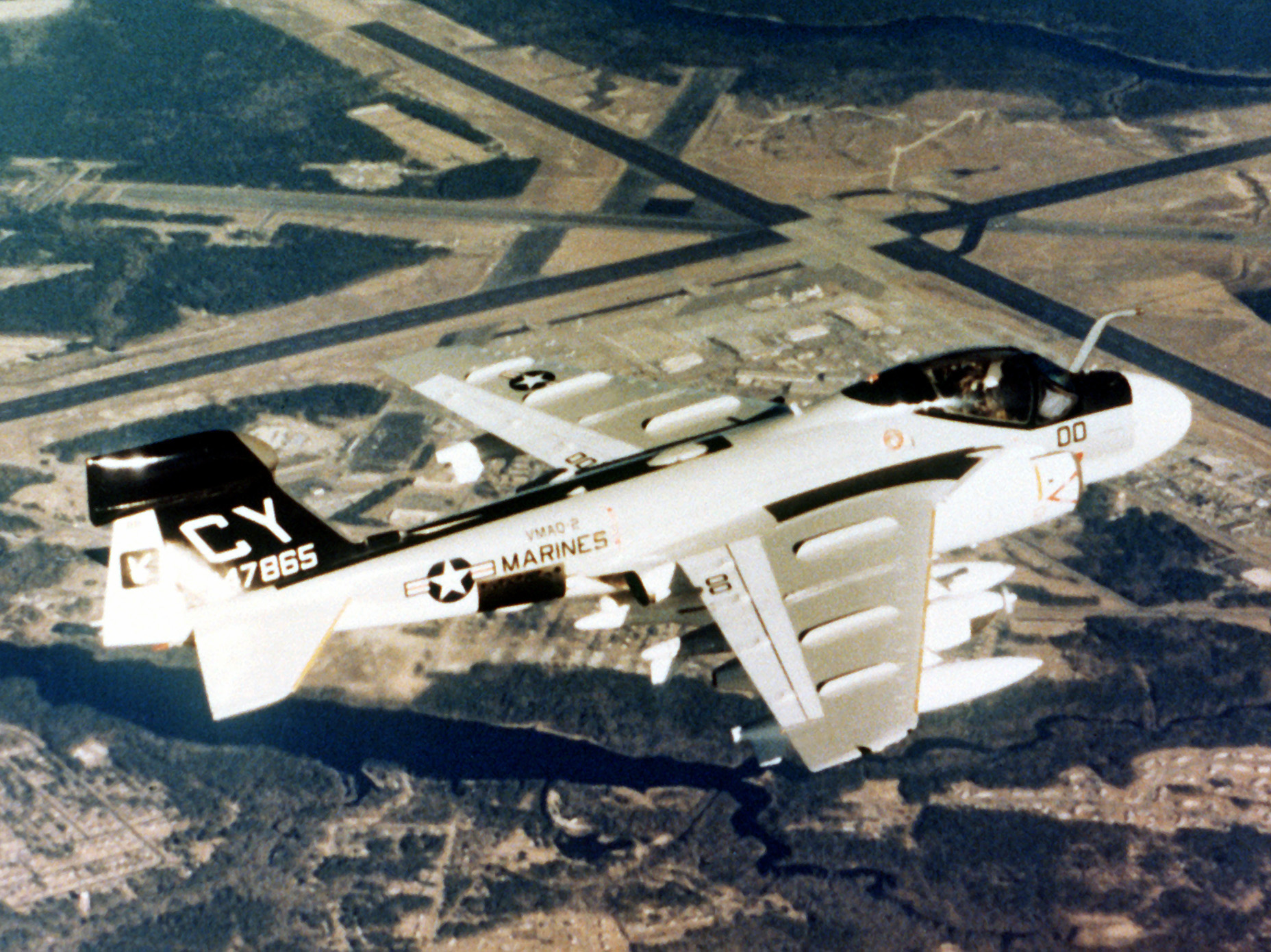
EA-6 プラウラー （5月25日）
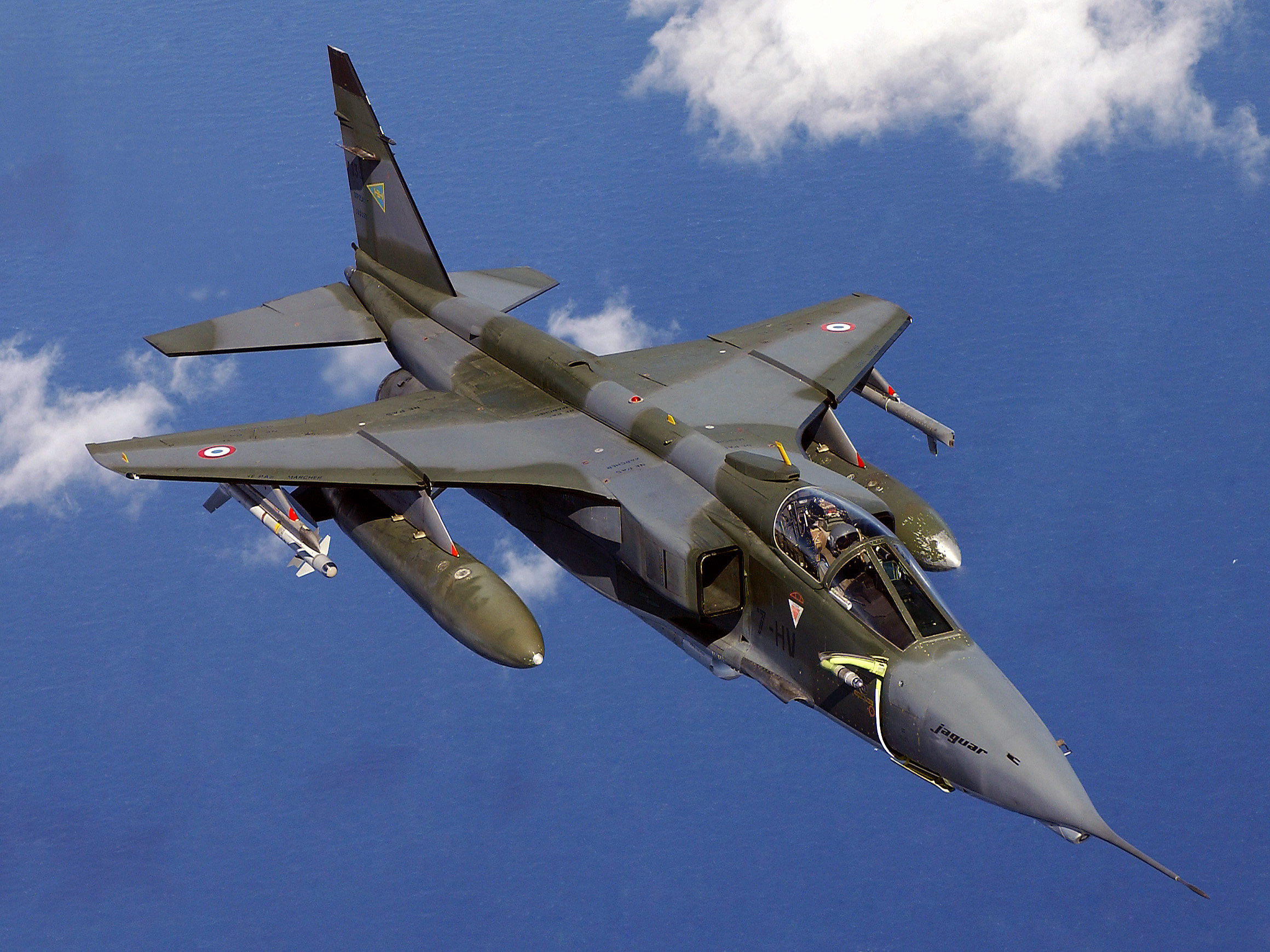
SEPECAT ジャギュア （9月8日）

## 航空に関する賞の受賞者
- ハーモン・トロフィー： ジェラルド・ジェントリー
  - (宇宙飛行部門)フランク・ボーマン、ジム・ラヴェル、ウィリアム・アンダース
- デラボー賞：ジム・ラヴェル (USA)、フランク・ボーマン (USA)、ウィリアム・A・アンダース (USA)、ウォルター・カニンガム (USA)、ドン・エイゼル (USA) 、ウォルター・シラー (USA)